# إريك فوتورينو
إريك فوتورينو (بالفرنسية: Éric Fottorino) وبالولادة إريك شابروري في 26 أغسطس 1960، وهو صحفي وكاتب فرنسي. حصل على جائزة فيمينا الأدبية عام 2007.